# Paúl Ambrosi
Pour les articles homonymes, voir Ambrosi.
Vicente Paúl Ambrosi Zambrano, né le 14 octobre 1980 à Quito, est un footballeur équatorien. Il jouait au poste de défenseur avec l'équipe d'Équateur.

## Carrière

### En équipe nationale
Il a disputé la Copa América en 2004.
Ambrossi participe à la coupe du monde 2006 avec l'équipe d'Équateur.

## Palmarès
- Champion d'Équateur en 2003, 2005 et 2007
- Copa Libertadores : 2008
- Recopa Sudamericana : 2009
- 34 sélections en équipe nationale